# جاستین رایت

جاستین چارلز رایت (۸ مارس ۱۹۸۱ - ۱۸ مارس ۲۰۰۸) یک پویانمای و طراح استوری‌برد آمریکایی بود که کمی بیشتر از یک سال تا زمان مرگش در استودیو پویانمایی پیکسار مشغول به کار بود.

متولد شده با مشکلات قلبی، رایت در سن ۱۲ سالگی ناگزیر به پیوند قلب گردید. یک سال پس از پیوند قلب، او از طرف موسسه مِیک-اِ-ویش اجازه برآورده شدن یک آرزو که بازدید از استودیوی پویانمایی پیکسار بود دریافت کرد. رایت در سال ۱۹۹۹ از آکادمی ادونتیست ساکرامنتو فارغ‌التحصیل شد و پس از آن دو سال در کالج پاسیفیک یونیون تحصیل کرد و همچنین از انستیتوی هنر کالیفرنیا در شهر والنسیا ایالت کالیفرنیا فارغ‌التحصیل شد. کارنامه حرفه‌ای وی شامل طراحی در انتهای پویانمایی راتاتویی و استوری‌برد برای پویانمایی وال-ای (۲۰۰۸) و پویانمایی کوتاه پریستو (۲۰۰۸) می‌شود. در بعد از ظهر پنج‌شنبه، ۱۸ مارس ۲۰۰۸، رایت در استودیو پیکسار از هوش رفت و اندکی بعد از بر اثر حمله قلبی جان سپرد. پویانمایی وال-ای به خاطره وی تقدیم شده است.